# Hymer

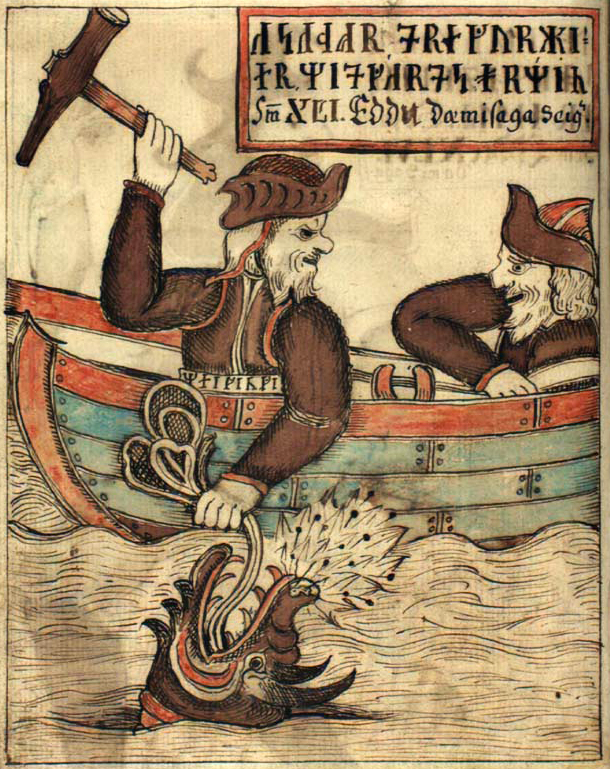
Hymer och Tor fångar Midgårdsormen. Illustration från ett isländskt manuskript från 1700-talet.

Hymer (isl. Hymir) är en jätte i nordisk mytologi, som är stormögd, varmed menas att kraften från hans ögon kan krossa massiva pelare.   
Snorre berättar att Tor besöker Hymer och de far ut på fiske. Tor blir inte igenkänd, då han antagit skepnaden av en ung, smal man. Hymer säger åt Tor att själv ordna med agn och Tor dödar då Hymers största oxe och tar med sig oxhuvudet i båten. Tor ror så långt att de kommer till Midgårdsormens område och ormen nappar på Tors bete. Han drar upp odjuret, men Hymer blir rädd och kapar av reven, så att ormen sjunker tillbaka i havet. I sin ilska slår då Tor ihjäl jätten, som faller överbord.
I den poetiska Eddan finns historien om fiskafänget i en annan version, som inbäddats i en längre myt.   